# Juegos Asiáticos Bajo Techo y de Artes Marciales
Los Juegos Asiáticos Bajo Techo y de Artes Marciales son un evento similar a los Juegos Asiáticos, con la diferencia de que solo se compite en eventos realizados bajo techo, y que incluye a todos los países de Asia luego de que se fusionaran los Juegos Asiáticos Bajo Techo con los Juegos Asiáticos de Artes Marciales.

## Historia
La primera edición de los juegos se llevó a cabo en Corea del Sur en el año 2013 y se llevará a cabo cada 4 años, y los resultados obtenidos por los atletas en las disciplinas individuales son reconocidos por el Comité Olímpico Internacional, con lo que pueden clasificar a los Juegos Olímpicos.

## Deportes
En la primera edición de los juegos en Incheon, Corea del Sur contó con 12 deportes y 100 eventos, con la participación de 43 países y más de 1500 atletas de Asia.
Se prevé que para la edición de 2017 se competirá en 21 deportes, aunque no se tiene claro en cuantos eventos.

## Ediciones anteriores
| Año  | Edición | Sede                          | Periodo                  | Países | Atletas | Deportes | Eventos | Ref.  |
| ---- | ------- | ----------------------------- | ------------------------ | ------ | ------- | -------- | ------- | ----- |
| 2013 | I       | Incheon, Corea del Sur        | 29 de junio – 6 de julio | 43     | 1.652   | 12       | 100     | [ 1 ] |
| 2017 | II      | Ashgabat, Turkmenistán        | 15–24 de septiembre      | 63     | 4.012   | 21       | 341     | [ 2 ] |
| 2023 | III     | Bangkok y Chonburi, Tailandia | 17–23 de noviembre       | 63     | ?       | 29       |         |       |

## Medallero
| 1     | China                  | 29  | 13  | 10  | 52  |
| 2     | Corea del Sur          | 22  | 26  | 22  | 70  |
| 3     | Vietnam                | 8   | 7   | 12  | 27  |
| 4     | Tailandia              | 8   | 3   | 11  | 22  |
| 5     | Kazajistán             | 7   | 8   | 16  | 31  |
| 6     | Irán                   | 3   | 6   | 2   | 11  |
| 7     | República de China     | 3   | 5   | 12  | 20  |
| 8     | Hong Kong              | 3   | 4   | 10  | 17  |
| 9     | Japón                  | 3   | 4   | 8   | 15  |
| 10    | Uzbekistán             | 3   | 4   | 3   | 10  |
| 11    | Turkmenistán           | 2   | 4   | 1   | 7   |
| 12    | India                  | 2   | 3   | 5   | 10  |
| 13    | Singapur               | 2   | 0   | 3   | 5   |
| 14    | Kirguistán             | 1   | 2   | 3   | 6   |
| 15    | Tayikistán             | 1   | 2   | 1   | 4   |
| 16    | Mongolia               | 1   | 1   | 2   | 4   |
| 17    | Irak                   | 1   | 0   | 3   | 4   |
| 18    | Filipinas              | 1   | 0   | 2   | 3   |
| 19    | Indonesia              | 0   | 2   | 3   | 5   |
| 19    | Jordania               | 0   | 2   | 3   | 5   |
| 21    | Kuwait                 | 0   | 2   | 0   | 2   |
| 22    | Malasia                | 0   | 1   | 2   | 3   |
| 22    | Emiratos Árabes Unidos | 0   | 1   | 2   | 3   |
| 24    | Laos                   | 0   | 1   | 1   | 2   |
| 25    | Afganistán             | 0   | 0   | 3   | 3   |
| 25    | Birmania               | 0   | 0   | 3   | 3   |
| 25    | Siria                  | 0   | 0   | 3   | 3   |
| 28    | Líbano                 | 0   | 0   | 2   | 2   |
| 29    | Palestina              | 0   | 0   | 1   | 1   |
| 29    | Catar                  | 0   | 0   | 1   | 1   |
| Total | Total                  | 100 | 101 | 150 | 351 |